# Aldea de San Miguel
Aldea de San Miguel est une commune de la province de Valladolid dans la communauté autonome de Castille-et-León en Espagne.

## Sites et patrimoine
- Église San Miguel Arcángel.
- Chapelle de la Virgen de los Remedios.

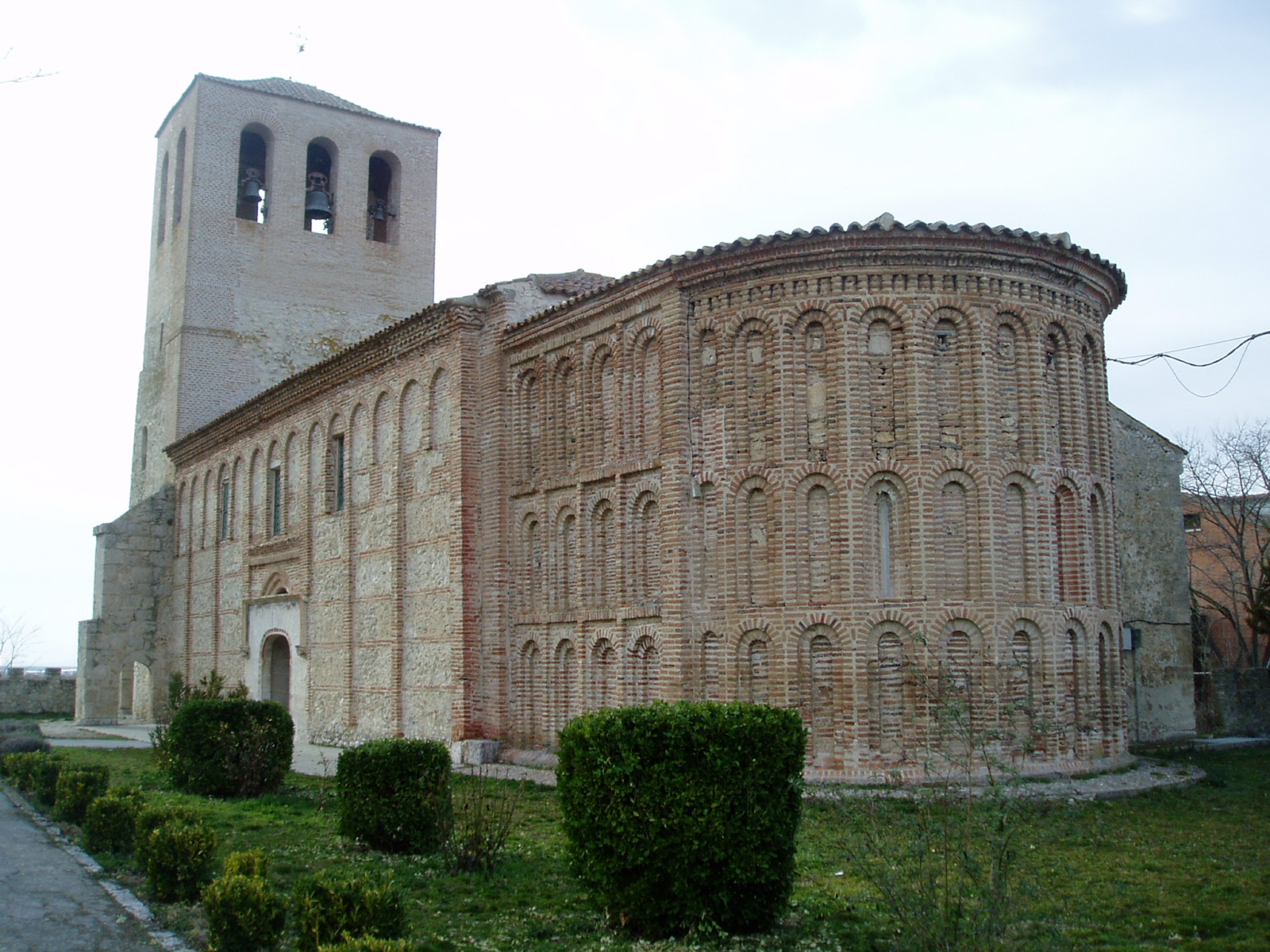
Église San Miguel Arcángel.
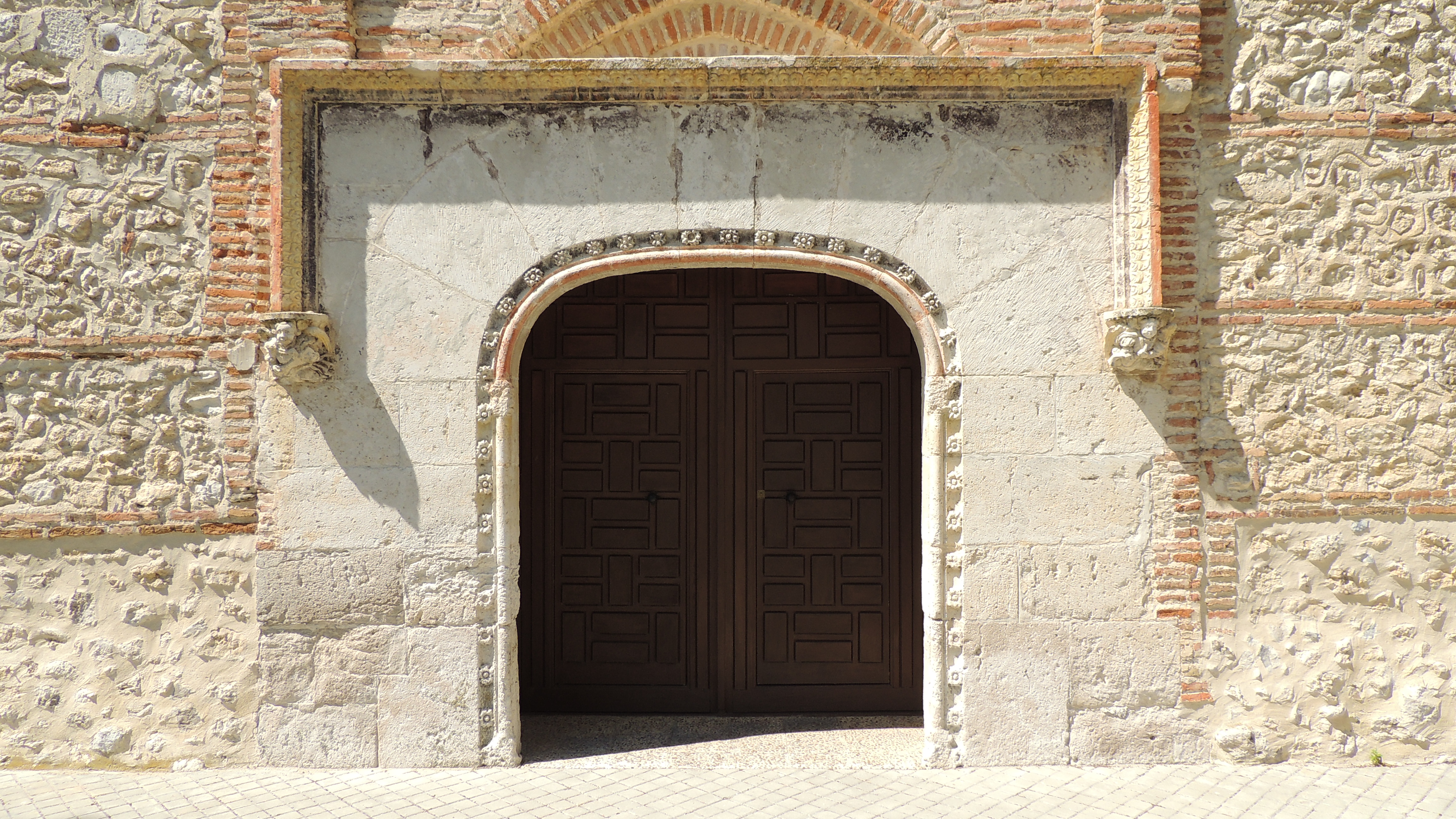
Église San Miguel Arcángel. Porte.
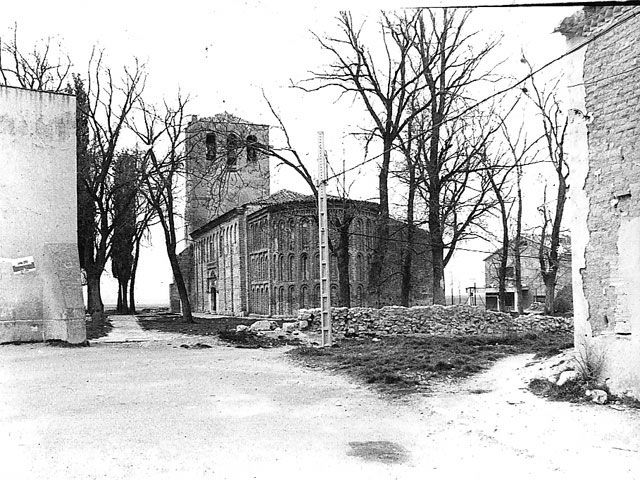
Église San Miguel Arcángel. Fondation Joaquín Díaz.
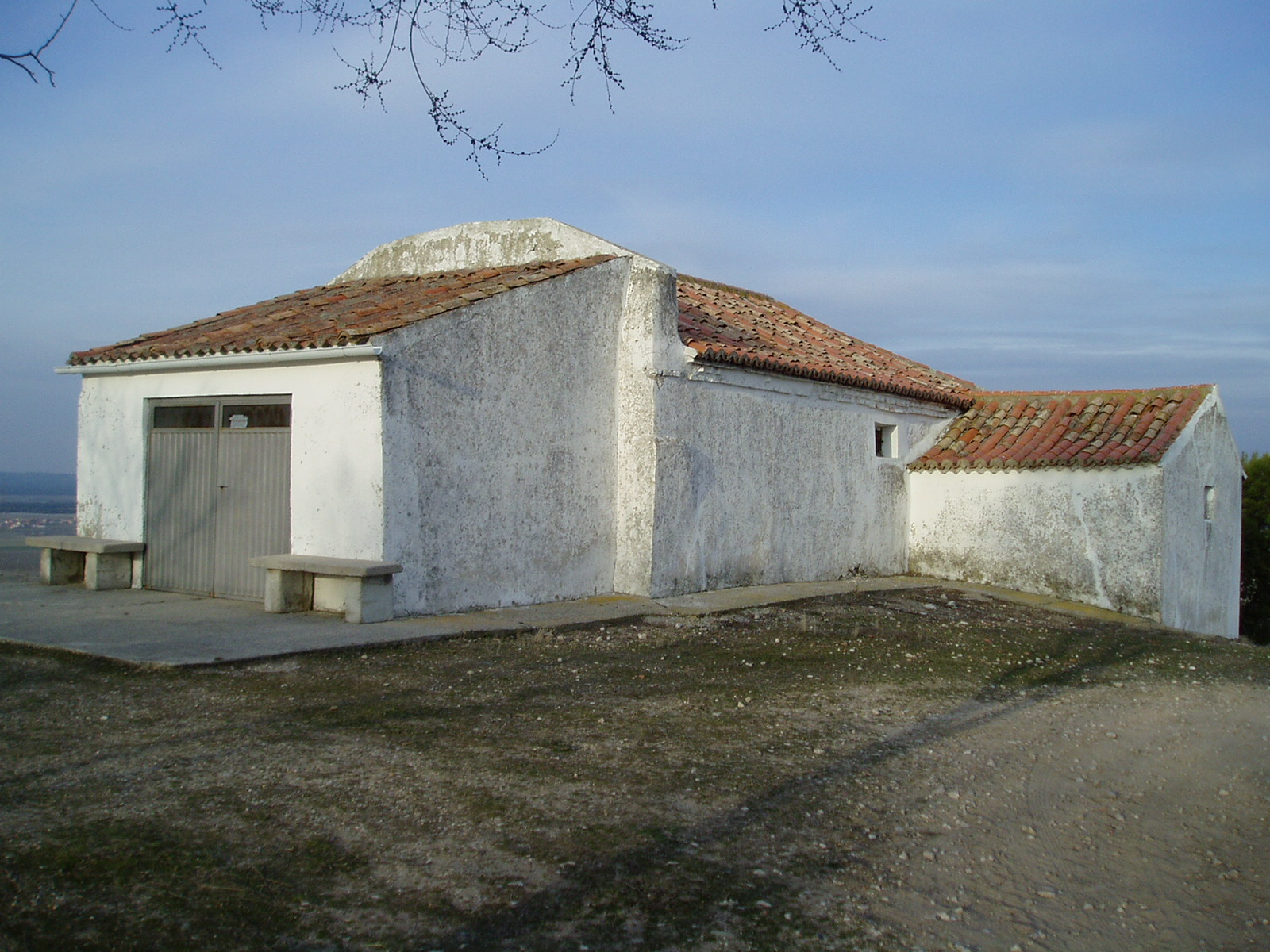
Chapelle de la Virgen de los Remedios.